# Carta de crédito
A carta de crédito (em inglês:  Letter of credit, ou simplesmente L/C) é um dos instrumentos básicos do comércio internacional, como meio de providenciar ao comprador e vendedor de uma mercadoria, normalmente em países diferentes, um sistema para certificar a segurança de ambos. Consiste de uma carta endereçada pelo banco do comprador, aos custos do comprador, a um vendedor, autorizando-o a dispor de uma determinada quantia de [dinheiro] desde que se cumpram determinados termos e providenciando condicionalmente ou incondicionalmente o pagamento. 
A carta de crédito enquanto método de pagamento, destina-se a conciliar os interesses, por natureza antagónica do comprador e vendedor. Onde um se preocupa em receber o valor da mercadoria que vendeu, e o outro quer estar seguro de que o pagamento efetuado corresponde a mercadoria e que está conforme os padrões de qualidade que pretende. 

## As partes envolvidas
- comprador (o qual faz o pedido)[1]
- banco do comprador (o emitente)
- beneficiário (o vendedor)
- banco do beneficiário (avisador e confirmador).

## Tipos de cartas de crédito
- Revogáveis (usadas normalmente em situações onde o comprador tem grande poder de negociação).
- Irrevogáveis (oferecem mais segurança ao vendedor, são as mais comuns).[2]

Uma carta aberta ou fechada de um comerciante em um lugar, direcionada a outro em outro lugar, solicitando que, caso a pessoa nomeada na carta ou o seu portador compre commodities ou queira dinheiro, qualquer quantia particular ou ilimitada, e que se busque o mesmo ou passe sua promessa, nota ou outro mecanismo, o escritor da carta promete fornecer a ele o dinheiro pelas mercadorias, repagar a ele pela troca, ou dar a ele satisfação como ele requeira, tanto para ele mesmo, quanto para o portador da carta.
Estas cartas são tanto gerais ou especiais. A primeira é geralmente dirigida aos amigos do emissor ou seus correspondentes, onde o portador da carta pode vir a ir; a outra é dirigida a uma pessoa em particular. Quando a carta é apresentada à pessoa para quem ele está endereçada, esta pessoa pode concordar em fazer o que lhe é  pedido—neste caso ele imediatamente se torna compromissado em cumprir todos os acordos lá mencionados—ou ele se nega, neste caso o portador deve retornar a carta àquele que lhe entregou sem qualquer outro procedimento, a não ser que o comerciante para quem a carta está dirigida seja um devedor do comerciante que a deu, neste caso, ele deve fazer com que a carta seja protestada.
O débito que se contrai com uma carta assim, em sua forma mais simples, é entre o mandatário e o mandante; apesar de ser possível também suscitar um débito contra a pessoa que seja fornecida pelo mandatário.
Quando a carta é comprada com dinheiro pela pessoa que quer o crédito no exterior, ou é dada em conseqüência de um cheque em sua conta corrente ou conseguida á crédito de garantias apresentadas pela pessoa que a concede, ou em pagamento de dinheiro devido por ele ao credor, a carta é, em seu efeito, similar a uma nota de troca emitida contra um comerciante exterior. O pagamento do dinheiro por uma pessoa a quem a carta é concedida levanta um débito ou vai na conta entre ele e o emissor da carta; mas não levanta nenhum débito para a pessoa que paga a carta, contra quem o dinheiro é pago.
Quando ela não é comprada, mas na verdade é feita uma acomodação destinada a levantar um débito para com a pessoa acomodada, o compromisso, geralmente é ver pagas qualquer adiantamentos feitos a ele ou garantir qualquer saque aceito ou nota  descontada. Neste caso, o acordo com o mandatário gera um débito, tanto contra o emissor da carta quanto contra a pessoa acreditada. O portador da carta de crédito não é considerado obrigado a receber o dinheiro; ele pode usar a carta como ele bem queira e ele contrata uma obrigação somente quando se recebe o dinheiro.